# HD 211073
Désignations
HD 211073, également désignée HR 8485 est une étoile triple de la constellation boréale du Lézard. Elle est visible à l'œil nu avec une magnitude apparente combinée de 4,49. D'après la mesure de sa parallaxe annuelle par le satellite Gaia, le système est distant d'environ 175 pc (∼571 al) de la Terre. Il se rapproche du Système solaire à une vitesse radiale de −12 km/s.
Sa composante primaire, désignée HD 211073 Aa, est une étoile géante rouge évoluée de type spectral K2,5 III, qui est très probablement (avec une probabilité de 98 %) sur la branche horizontale. C'est une étoile variable suspectée dont la magnitude apparente semble varier entre 4,49 et 4,55. Elle est âgée autour d'un milliard d'années et elle est environ 2,2 fois plus massive que le Soleil. Son rayon est autour de 46 fois plus grand que le rayon solaire, elle est 574 fois plus lumineuse que le Soleil et sa température de surface est de 4 180 K.
En 2005, la paire intérieure du système (HD 211073 Aa + Ab) avait une séparation angulaire de 0,2 seconde d'arc seulement et un angle de position (PA) de 170°. La composante Ac, de magnitude 8,15, avait été observée à une séparation de 0,3 seconde d'arc de Aa et à un PA de 27° en 2010. Enfin, en 2015, le compagnon visuel de magnitude 10,60, désigné HD 211073 B, était situé à une distance angulaire de 30,5 secondes d'arc et à un PA de 190° de la primaire.